# Parafia Matki Boskiej Wniebowziętej w Wierzchowie
Parafia pw. Wniebowzięcia Najświętszej Maryi Panny w Wierzchowie – parafia należąca do dekanatu Bobolice, diecezji koszalińsko-kołobrzeskiej, metropolii szczecińsko-kamieńskiej. Została utworzona w 1951 roku. Siedziba parafii mieści się pod numerem 42.

## Miejsca święte

### Kościół parafialny
Kościół pw. Wniebowzięcia Najświętszej Maryi Panny w Wierzchowie
Kościół parafialny został zbudowany w XVIII wieku, poświęcony w 1946 roku.

### Kościoły filialne i kaplice
- Kościół pw. Zwiastowania Najświętszej Maryi Panny w Kusowie
- Kościół pw. Matki Bożej Częstochowskiej w Trzebiechowie